# Caecilia corpulenta
Caecilia corpulenta é uma espécie de anfíbio gimnofiono, endémica da Colômbia. É conhecida em três localidades da Cordilheira Central da Colômbia. É uma espécie subterrânea, ocorrendo em floresta de montanha e em pântano. Um potencial factor de ameaça é a desflorestação resultante de agricultura minifundiária. O seu estado de conservação não foi definido pois os dados existentes são insuficientes.